# DSA-566
La DSA-566 es una carretera perteneciente a la Red Secundaria de la Diputación Provincial de Salamanca SA-314 con la localidad de La Peña.

## Recorrido
La carretera DSA-566 tiene su origen en La Peña en la intersección con la carretera SA-314, y termina en el casco urbano de La Peña  formando parte de la Red de carreteras de Salamanca.
| La Peña (Intersección con ) - La Peña | La Peña (Intersección con ) - La Peña | La Peña (Intersección con ) - La Peña | La Peña (Intersección con ) - La Peña | La Peña (Intersección con ) - La Peña               | La Peña (Intersección con ) - La Peña               | La Peña (Intersección con ) - La Peña               | La Peña (Intersección con ) - La Peña | La Peña (Intersección con ) - La Peña | La Peña (Intersección con ) - La Peña | La Peña (Intersección con ) - La Peña |
| Esquema                               | PK                                    | Sentido La Peña (creciente)           | Sentido La Peña (creciente)           | Sentido La Peña (creciente)                         | Sentido La Peña (creciente)                         | Sentido SA-314 (decreciente)                        | Sentido SA-314 (decreciente)          | Sentido SA-314 (decreciente)          | Sentido SA-314 (decreciente)          | Incidencias                           |
| Esquema                               | PK                                    | Velocidad                             | Elemento                              | Salida                                              | Salida                                              | Salida                                              | Salida                                | Elemento                              | Velocidad                             | Incidencias                           |
| Esquema                               | PK                                    | Velocidad                             | Elemento                              | Dir.                                                | Nombre                                              | Nombre                                              | Dir.                                  | Elemento                              | Velocidad                             | Incidencias                           |
| ------------------------------------- | ------------------------------------- | ------------------------------------- | ------------------------------------- | --------------------------------------------------- | --------------------------------------------------- | --------------------------------------------------- | ------------------------------------- | ------------------------------------- | ------------------------------------- | ------------------------------------- |
|                                       | 0,0                                   |                                       |                                       | Masueco Aldeadávila de la Ribera Cabeza del Caballo | Masueco Aldeadávila de la Ribera Cabeza del Caballo | Masueco Aldeadávila de la Ribera Cabeza del Caballo |                                       |                                       |                                       |                                       |
| Las Uces Vitigudino                   | 0,0                                   |                                       |                                       |                                                     |                                                     |                                                     |                                       |                                       |                                       |                                       |
|                                       | 0,9                                   |                                       |                                       | LA PEÑA                                             | LA PEÑA                                             | LA PEÑA                                             | LA PEÑA                               |                                       |                                       |                                       |
|                                       | 1,200                                 |                                       |                                       |                                                     | La Vídola                                           | La Vídola                                           | La Vídola                             |                                       |                                       |                                       |
|                                       | 1,200                                 | Centro Urbano                         |                                       |                                                     |                                                     |                                                     |                                       |                                       |                                       |                                       |